# Fush Yu Mang
 (juin 2018).
Si vous disposez d'ouvrages ou d'articles de référence ou si vous connaissez des sites web de qualité traitant du thème abordé ici, merci de compléter l'article en donnant les références utiles à sa vérifiabilité et en les liant à la section « Notes et références ».
Albums de Smash Mouth
Astro Lounge
(1999)
Singles
1. Walkin' on the Sun
Sortie : 18 juillet 1997
2. Why Can't We Be Friends?
Sortie : 7 avril 1998
3. The Fonz
Sortie : 24 septembre 1998

Fush Yu Mang est le premier album studio du groupe de rock californien Smash Mouth, sorti en juillet 1997.
Mélange de punk, de ska et de pop punk, cet album comprend leur premier succès dans le single Walkin' on the Sun. Il présente également la reprise, en version ska, de Why Can't We Be Friends? du groupe de funk américain War.
Pour le 20e anniversaire de l'album, en 2017, un réenregistrement acoustique de Fush Yu Mang est publié sur PledgeMusic.

## Liste des titres
Toutes les chansons sont écrites et composées par Greg Camp, Smash Mouth, sauf annotation.
| 1.    | Flo                                                                     | 2:10 |
| 2.    | Beer Goggles                                                            | 1:58 |
| 3.    | Walkin' on the Sun                                                      | 3:23 |
| 4.    | Let's Rock                                                              | 2:48 |
| 5.    | Heave-Ho                                                                | 3:42 |
| 6.    | The Fonz                                                                | 3:35 |
| 7.    | Pet Names                                                               | 2:18 |
| 8.    | Padrino                                                                 | 3:42 |
| 9.    | Nervous in the Alley                                                    | 2:28 |
| 10.   | Disconnect the Dots                                                     | 2:46 |
| 11.   | Push                                                                    | 2:48 |
| 12.   | Why Can't We Be Friends? (reprise du groupe War) (War, Jerry Goldstein) | 4:46 |
| 36:25 |                                                                         |      |

## Crédits
| - Steven Harwell : chant - Eric Valentine : claviers, percussions - Paul De Lisle : basse, chant - Kevin Coleman : batterie - Greg Camp : guitare, chant - Les Harris : saxophone - John Gove : trombone - John Gibson : trompette - Anzimee Camp, Dan Plok, J. Grady, Jason Slater, Johnny Boston, Kelly Young, Mark Harwell, Sam Burbank : chœurs | - Production, ingénierie, mixage : Eric Valentine - Coordination de production : Cindy Cooper - Mastering : Brian "Big Bass" Gardner - A&R : Tom Whalley - Design (logo), pochette : Dino Passanisi - Design : Liam Ward - Photographie : Jay Blakesberg, Trisha Leeper |

## Ventes et certifications
| Région                                                                                                 | Certification | Ventes/Streams |
| --- | ------------- | -------------- |
| Canada (Music Canada)                                                                                  | Platine       | 100 000^       |
| États-Unis (RIAA)                                                                                      | 2 × Platine   | 2 000 000^     |
| *Ventes selon la certification ^Mise en rayon selon la certification xNon précisé par la certification |               |                |